# Шедово
Шедово — деревня в Юсьвинском муниципальном округе Пермского края России.

## Географическое положение
Деревня расположена в северной части Юсьвинского муниципального округа на расстоянии более 3 километров по прямой на север-северо-запад от села Тимино. 

## История
Деревня известна с 1782 года как деревня Шедова. В разные годы упоминалась как Шодова, Шозова и Шадова. Название деревни происходит от коми-пермяцкого слова сьӧд (русск. чёрный) и произошедшего от этого слова фамилии Щедов. В метрических книгах Николаевской церкви села Купросского упоминаются две семьи с этой фамилией в соседней с Шедово деревней Бажино. Это семьи Щедова Ивана Ивановича и Щедова Дмитрия Фёдоровича.  Население было когда-то занято на участках Тукачевского леспромхоза, в колхозе "Красная звезда". До 2020 года входила в состав Купросского сельского поселения Юсьвинского района.     

## Климат
Климат умеренно-континентальный. Средняя температура июля +17,7°С, января –15,8°С. Среднегодовое количество осадков составляет 664 мм, причем максимальное суточное количество достигает 68 мм, наибольшая высота снежного покрова 66-93см. Средняя температура зимой  (январь)- 15,8°С (абсолютный минимум - 53°С), летом (июль)+ 17,7 °С (абсолютный максимум + 38°С). Заморозки в воздухе заканчиваются в III декаде мая, но в отдельные годы заморозки отмечаются в конце апреля или начале июня. Осенние заморозки наступают в первой-начале второй декаде сентября. Средняя продолжительность безморозного периода 100 дней.

## Население
Постоянное население составляло 27 человек (89% коми-пермяки) в 2002 году,  15 человек в 2010 году.     